# سرژ ریابوکین
سِرژ ریابوکین (فرانسوی: Serge Riaboukine‎؛ زادهٔ ۲۹ دسامبر ۱۹۵۷) بازیگر اهل فرانسه است.
از فیلم‌ها یا برنامه‌های تلویزیونی که وی در آن نقش داشته است، می‌توان به بخش تحقیقات، آنجل-آ، جنایت در برج، زمانه گرگ، رودخانه‌های سرخ ۲: فرشتگان آخرالزمان، دوشنبه‌ها در آفتاب، وسترن، مجوز، نیکولا کوچولو، بودو، بازیگران، دوست‌دخترها، قانون... و بیست و چهار ساعت از زندگی یک زن اشاره کرد.